# Team Lębork
Lęborskie Stowarzyszenie Sympatyków Sportu Team Lębork – polski klub futsalowy z Lęborka, od sezonu 2020/2021 występujący w Futsal Ekstraklasie, najwyższej klasie rozgrywek w Polsce. 
Team Lębork do ekstraklasy awansował po wygraniu rozgrywek grupy północnej I ligi w sezonie 2019/2020. W I lidze klub z Lęborka występował łącznie przez pięć sezonów w latach 2016-2020. W sezonie 2020/2021 zespół ten dotarł do półfinału Pucharu Polski, co stanowi najlepszy rezultat Teamu Lębork w tych rozgrywkach.